# 上永吉英文

## 略歴
鹿児島県の出身であるが、父親の仕事の都合で大阪府で育った。小学生でサッカーを始め、高校は清風高校へ進学し、3年次には近畿大会優勝と高校総体出場を経験した。しかし高校選手権への出場経験はない。
1浪後に体育指導者を目指し関東大学サッカーリーグ2部の日本体育大学体育学部体育学科に一般入試で合格し入学。3年次には1部昇格、4年次には主将を務め関東大学リーグ、大学選手権の二冠に貢献。上永吉はエースストライカーとして両大会で得点王となった。
卒業後の1982年に日本サッカーリーグ2部のヤマハ発動機サッカー部（ジュビロ磐田の前身）に入部、開幕からレギュラーに抜擢されヤマハの1年での1部復帰に貢献した。しかし、その後は出場機会が減り1984年シーズンを最後に退部した。
引退後の1993年にセレゾン・プロジェクトを設立しサッカー教室の運営に携わる様になった。セレゾン・プロジェクトは2007年からデウソン神戸として日本フットサルリーグに参加。現在、上永吉は同クラブの代表を務めている。

## 所属クラブ
- 清風高校
- 1978年 - 1981年 日本体育大学
- 1982年 - 1984年 ヤマハ発動機
- 1985年 名古屋サッカークラブ

## 個人成績
| 国内大会個人成績 | 国内大会個人成績 | 国内大会個人成績 | 国内大会個人成績 | 国内大会個人成績                         | 国内大会個人成績 | 国内大会個人成績 | 国内大会個人成績 | 国内大会個人成績 | 国内大会個人成績 | 国内大会個人成績 | 国内大会個人成績 |
| 年度             | クラブ           | 背番号           | リーグ           | リーグ戦                                 | リーグ戦         | リーグ杯         | リーグ杯         | オープン杯       | オープン杯       | 期間通算         | 期間通算         |
| 年度             | クラブ           | 背番号           | リーグ           | 出場                                     | 得点             | 出場             | 得点             | 出場             | 得点             | 出場             | 得点             |
| 日本             | 日本             | 日本             | 日本             | リーグ戦                                 | リーグ戦         | JSL杯            | JSL杯            | 天皇杯           | 天皇杯           | 期間通算         | 期間通算         |
| ---------------- | ---------------- | ---------------- | ---------------- | ---------------------------------------- | ---------------- | ---------------- | ---------------- | ---------------- | ---------------- | ---------------- | ---------------- |
| 1982             | ヤマハ           |                  | JSL2部           |                                          | 8                | 1                | 0                | 0                | 0                |                  | 8                |
| 1983             | ヤマハ           | 8                | JSL1部           | 6                                        | 0                | 0                | 0                | 0                | 0                | 6                | 0                |
| 1984             | ヤマハ           | 8                | JSL1部           | 1                                        | 0                | 0                | 0                | 0                | 0                | 1                | 0                |
| 1985             | 名古屋SC         |                  | 東海             |                                          |                  | -                | -                | 0                | 0                |                  |                  |
| 通算             | 日本             | 日本             | JSL1部           | 7                                        | 0                | 0                | 0                | 0                | 0                | 7                | 0                |
| 通算             | 日本             | 日本             | JSL2部           |                                          | 8                | 1                | 0                | 0                | 0\|\|\|\|8       |                  |                  |
| 通算             | 日本             | 日本             | 東海             | \|\|\|\|colspan="2"\|-\|\|0\|\|0\|\|\|\| |                  |                  |                  |                  |                  |                  |                  |
| 総通算           | 総通算           | 総通算           | 総通算           | \|\|\|\|\|\|\|\|0\|\|0\|\|\|\|           |                  |                  |                  |                  |                  |                  |                  |

## 代表歴
- 1981年 全日本大学選抜
- 1981年 日本代表候補

## 個人タイトル
- 1981年 大学選手権 得点王、アシスト王
- 1981年 関東大学リーグ 得点王、ベストイレブン、最優秀選手

## 引退後経歴
- セレゾン・プロジェクト 代表取締役専務
- ヴァンフォーレ甲府 強化部長
- フットサル静岡県選抜 副代表
- デウソン神戸 代表